# Calamus pilosellus
Calamus pilosellus är en enhjärtbladig växtart som beskrevs av Odoardo Beccari. Calamus pilosellus ingår i släktet Calamus och familjen Arecaceae. Inga underarter finns listade i Catalogue of Life.